# Himeri
Himeri  (Hymeri), pleme "nacion" Piman Indijanaca, porodica Juto-Asteci, na i blizu gornjeg toka rijeke Río Altar u meksičkoj državi Sonora. Francisco Javier Alegre ih locira u planinama Sierra Madre na teritoriju Ópata, i po govoru različitima od njih. Pérez de Ribas za njih kaže da su 'divlji' i u neprijateljstvu sa susjedima. 

## Vanjske poveznice
- Himeris (Hymeris)  Arhivirana inačica izvorne stranice od 15. veljače 2008. (Wayback Machine)